# Nová Bošáca
Nová Bošáca (in ungherese Újbosác) è un comune della Slovacchia facente parte del distretto di Nové Mesto nad Váhom, nella regione di Trenčín.